# رصدخانه برورفلد

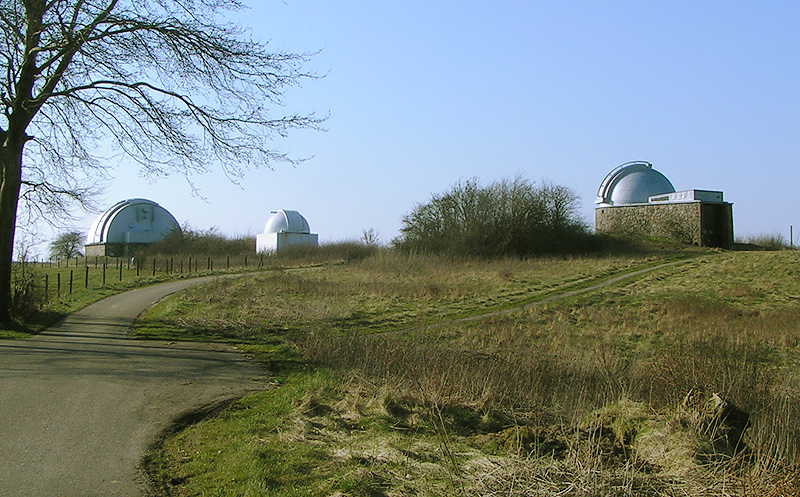
رصدخانه برورفلد

رصدخانه برورفلد (به دانمارکی: Brorfelde Observatoriet؛ کد همجنس: ۰۵۴) یک رصدخانه اخترشناسی است که در برورفلد نزدیک هولباک دانمارک واقع شده‌است. در این رصدخانه تلسکوپ اشمیت Brorfelde Schmidt قرار دارد
و تا سال ۱۹۹۶ به عنوان شاخه‌ای از رصدخانه‌های دانشگاه کپنهاگ اداره می‌شد. ساختمان این رصدخانه هنوز دارای تلسکوپ‌هایی است که توسط دانشجویان دانشگاه کپنهاگ استفاده می‌شود، اما کارکنان آن‌ها به مجموعه راکفلر در کپنهاگ نقل مکان کرده‌ا
ند.
رصدخانه برورفلد و برورفلد بخشی از پروژهٔ «تقویم ظهور دانمارک» بود که در سال ۲۰۱۲ و ۲۰۱۹ در DR1 - یک کانال تلویزیونی ملی دانمارک اجرا شد.

## وسایل

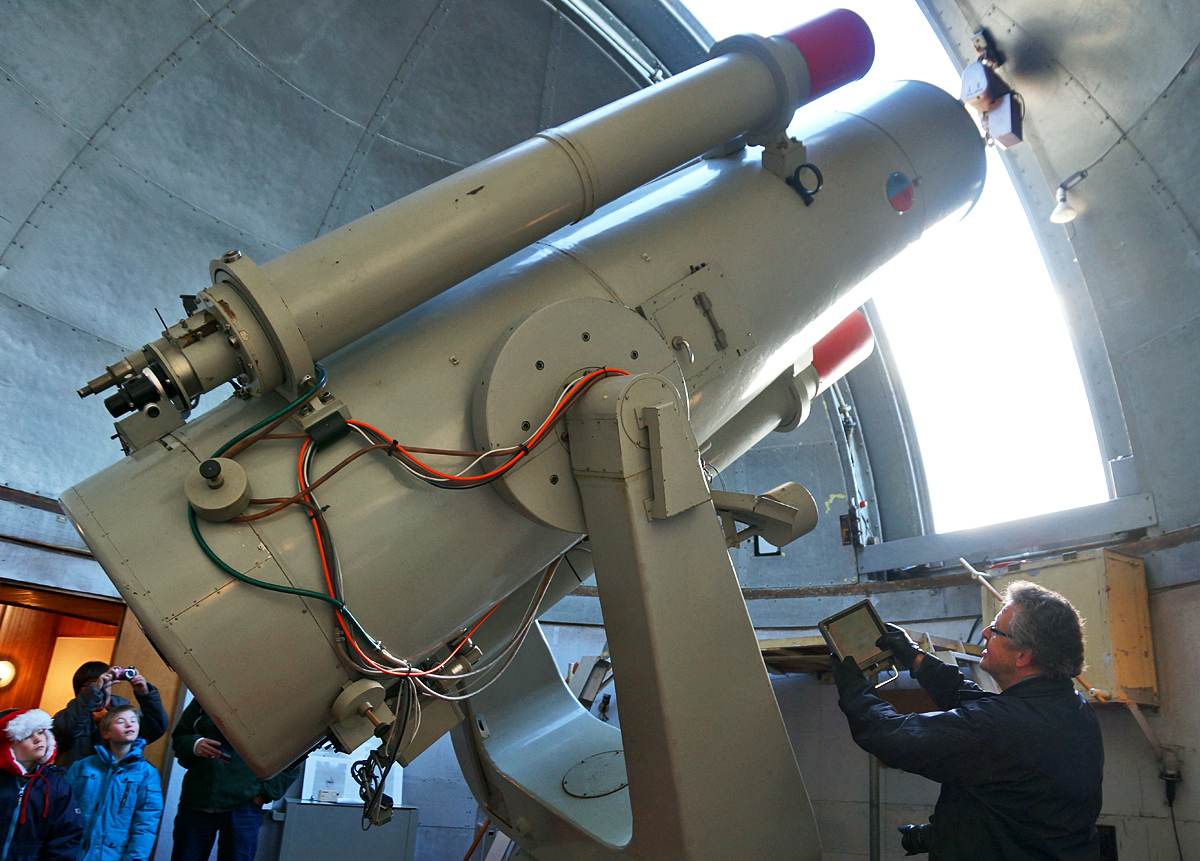
تلسکوپ ۷۷ سانتی‌متری اشمیت

تلسکوپ اشمیت ۷۷ سانتی‌متری مربوط به سال ۱۹۶۶ در رصدخانه برورفلد دانمارک که در ابتدا به فیلم عکاسی مجهز بود. مهندسی در اینجا جعبه فیلم را نشان می‌دهد که سپس در پشت محفظه در مرکز تلسکوپ قرار می‌گیرد، (جایی در کانون اصلی تلسکوپ).